# Abu-Bekir El-Zein
Abu-Bekir Ömer El-Zein (* 18. Februar 2003 in Essen) ist ein deutsch-libanesischer Fußballspieler.

## Karriere
Nach seinen Anfängen in seiner Heimatstadt in der Jugend von Preußen Essen und Schwarz-Weiß Essen wechselte er im Sommer 2018 in die Jugendabteilung von Borussia Dortmund. Nach insgesamt 22 Spielen in der B-Junioren-Bundesliga, 19 Spielen in der A-Junioren-Bundesliga, neun Spielen in der Saison 2021/22 in der UEFA Youth League, bei denen ihm insgesamt 15 Tore gelangen, und dem Gewinn der A-Jugend-Meisterschaft in der Saison 2021/22 wechselte er im Sommer 2022 zum SV Sandhausen in die 2. Bundesliga. Dort kam er auch zu seinem ersten Einsatz im Profibereich, als er am 16. September 2022, dem 9. Spieltag, bei der 2:3-Heimniederlage gegen Hannover 96 in der 85. Spielminute für Christian Kinsombi eingewechselt wurde. Im Sommer 2023 wurde sein Vertrag in Sandhausen bis 2025 verlängert. Im Sommer 2024 wurde der Vertrag jedoch vorzeitig aufgelöst. Daraufhin wechselte er zum 1. FC Magdeburg.

## Erfolge
- Deutscher A-Junioren-Meister: 2022
- Meister der A-Junioren-Bundesliga West: 2022
- Meister der B-Junioren-Bundesliga West: 2019